# Стельмащук
Стельмащу́к — українське прізвище, що етимологічно походить від слова стельмах — майстер, який робить вози, сани, колеса. Прізвище посідає 1962-е місце за поширеністю в Україні і налічує станом на 26 січня 2019 року 2267 носії. Географічно прізвище найбільш поширене на Тернопільщині, Рівненщині та Франківщині
Відомі носії:
- Стельмащук Антон Михайлович (нар. 1947) — український вчений-аграрій, доктор економічних наук, професор.
- Стельмащук Володимир — агент МГБ, капітан підпільної АК.
- Стельмащук Галина Григорівна (нар. 1943) — доктор мистецтвознавства, професор Львівської національної академії мистецтв, академік НАМУ.
- Стельмащук Ганна Олександрівна (1918—1941) — підпільниця ОУН.
- Стельмащук Зіновій Миколайович (нар. 1956) — український музикознаввець, педагог, доктор філософії.
- Стельмащук Роман Степанович (1965—2015) — український музикознавець, засновник ансамблю A cappella Leopolis.
- Стельмащук Степан Ількович (1925—2011) — хоровий дириґент, педагог, професор, композитор, фольклорист, есеїст, активний член НТШ.
- Стельмащук Юрій Олександрович (1920—1945) — організатор відділів УПА в Волинській і Берестейській областях, командир загону «Озеро», ВО «Турів», Західної ВО «Завихост», одночасно заступник крайового провідника ОУН на Волині.
- Стельмащук Михайло Михайлович[2][джерело не вказане 402 дні] (1949—1997), депутат Київської обласної ради (1994-97), голова громадянського комітету Мотовилівки (1990—1991), сільський голова (1990—1997).